# Mandeville (Quebec)
Mandeville es un municipio canadiense situado en la provincia de Quebec.

## Superficie
Mandeville tiene una superficie de 318,21 km².

## Demografía
En 2021, tenía 2363 habitantes, una densidad poblacional de 7,4 hab./km², y 1860 viviendas.